# Biskopsstol

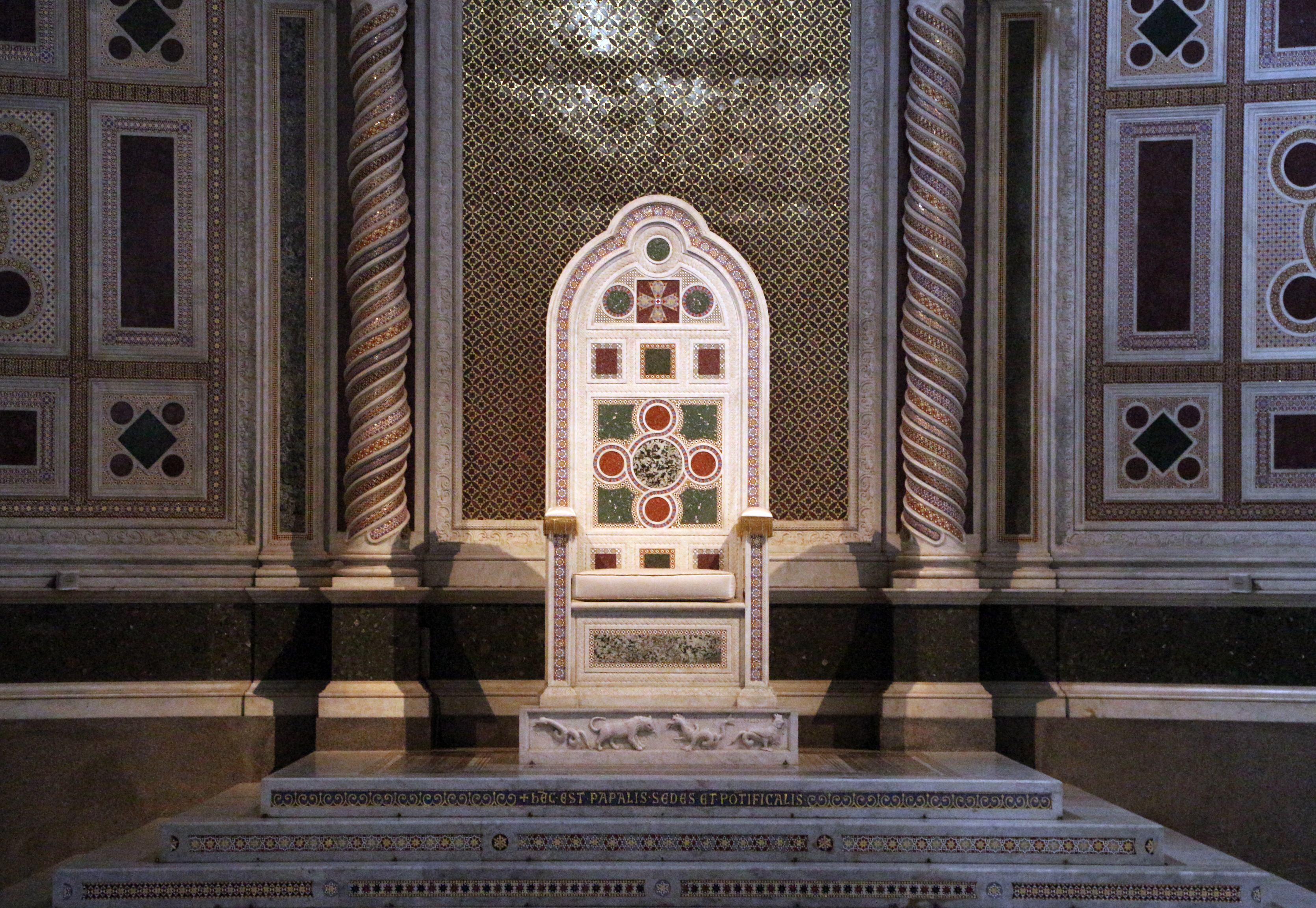
Påvens cathedra i absid, Lateranbasilikan, Rom.

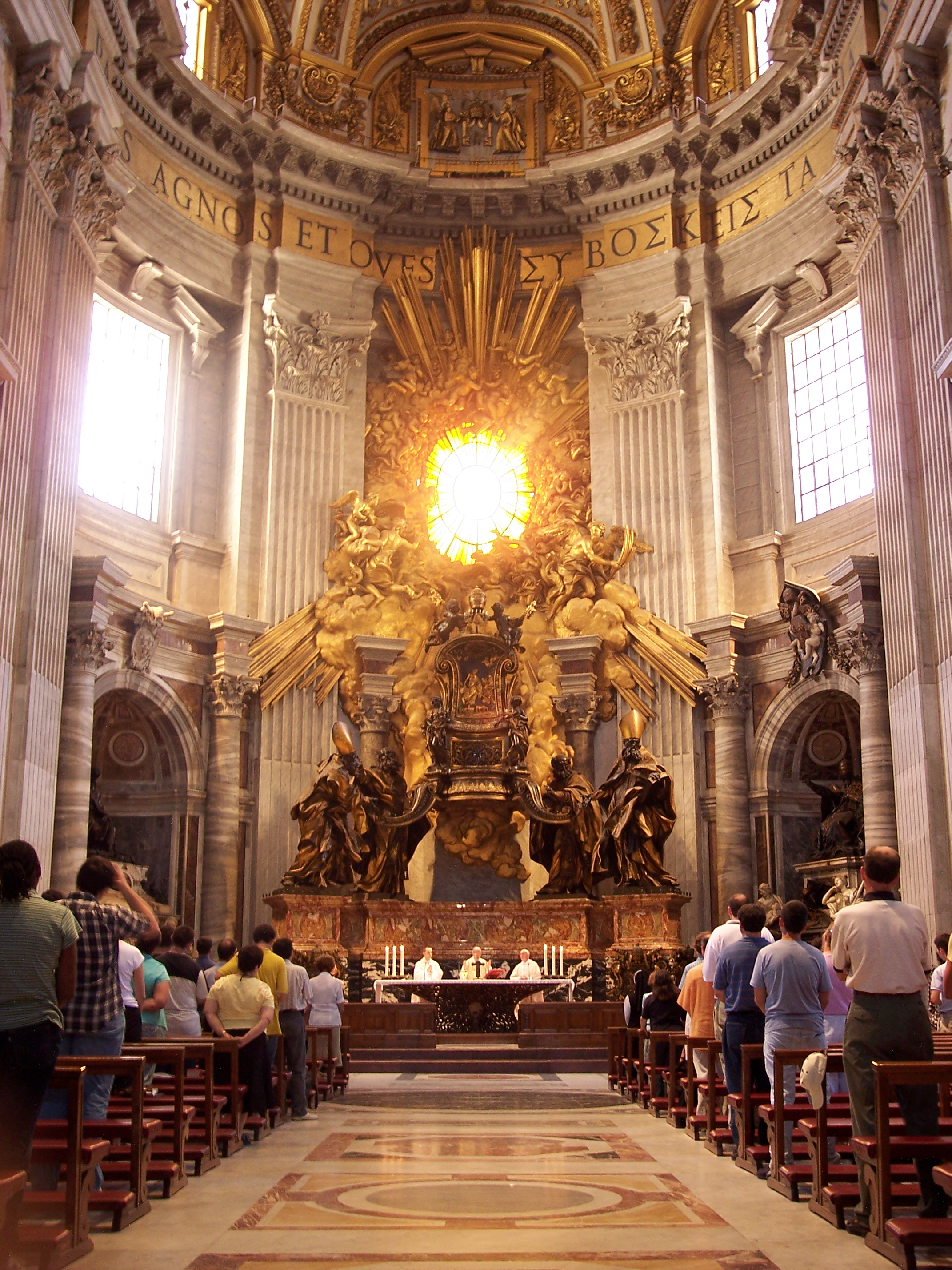
Cathedra Petri, "Petersstolen" i Peterskyrkan i Rom, skapad av Bernini.

En biskopsstol (latin: cathedra) är en tronliknande sittplats avsedd för en biskop eller ärkebiskop i en kyrka. Den symboliserar auktoriteten som tillkommer den som innehar stolen vad gäller lärofrågor. Biskopsstolar finns i Romersk-katolska kyrkan, Ortodoxa kyrkor, Anglikanska kyrkogemenskapen och inom lutherdomen. Det latinska namnet cathedra eller kateder har gett upphov till ordet katedral.
Ursprungligen stod den i absiden bakom altaret, men senare placerades biskopsstolen på högaltarets evangeliesida. Stolarna var ofta rikt dekorerade med både estrad och baldakin.
I Peterskyrkan i Rom finns Cathedra Petri som utfördes av Bernini 1657 på uppdrag av påve Urban VIII. Den ersatte en stol från 700-talet tillverkad i trä och elfenben. Stolen har en särskild festdag, 22 februari, då den symboliserar att aposteln Petrus grundade kyrkan i Rom.
Sankt Augustinus marmorstol i katedralen i Canterbury tillverkades någon gång mellan 500 och 1100-talet, och är Anglikanska kyrkans främsta lärostol, som tillkommer ärkebiskopen av Canterbury.